# Non mettere le dita nel naso
Non mettere le dita nel naso è il primo album in studio del cantautore italiano Francesco Di Giacomo, pubblicato nel 1989 dalla Iperspazio.

## Descrizione
Nonostante sia uscito a nome del cantautore, il disco è riconducibile alla produzione del Banco del Mutuo Soccorso (gruppo del quale Di Giacomo fece parte), in quanto accompagnato dal resto del gruppo. Inoltre tutti i brani sono stati firmati, come da consuetudine, dal cantante assieme al tastierista Vittorio Nocenzi (la copertina stessa riporta "Il Banco presenta Francesco Di Giacomo").
Il disco è uscito per l'etichetta Iperspazio, distribuita dalla Dischi Ricordi. Nella prima ristampa in CD è stata aggiunta la traccia Hey Joe, cover del brano di Billy Roberts reso celebre da Jimi Hendrix, cantato da Di Giacomo insieme a Sam Moore, arrangiato e realizzato da Alessandro Centofanti e pubblicato su disco mix nel 1990. Nel 2004 questo album è stato nuovamente ristampato, in questo caso dalla NAR International, con il titolo Banco d'accusa e una nuova copertina, sempre intestato a Di Giacomo.

## Tracce
Testi di Francesco Di Giacomo, musiche di Vittorio Nocenzi.
Lato A
1. Ti taglio i viveri – 5:08
2. Qualcosa che rimane – 5:00
3. Lilliput – 5:35
4. Cielo – 3:50

Lato B
1. Non ci siamo – 6:32
2. E domani – 4:23
3. Sandali – 7:00

## Formazione
Gruppo
- Francesco Di Giacomo – voce
- Vittorio Nocenzi – tastiera
- Rodolfo Maltese – chitarra
- Pierluigi Calderoni – batteria
- Cinzia Nocenzi – pianoforte
- Tiziano Ricci – basso
- Pietro Letti – sassofono
- Paolo Carta – chitarra

Altri musicisti
- Maurizio Giammarco – sassofono
- Alessandro Centofanti – tastiera, arrangiamento
- Roberto Colombo – tastiera, arrangiamento
- Marco Rinalduzzi – chitarra
- Marcello Cosenza – chitarra
- Marco Colombo – chitarra
- Fabio Pignatelli – basso
- Giorgio Vanni – cori
- Alberto Cheli – cori
- Simona Pirone – cori
- Beppe Di Francia – cori
- Julie – cori
- Flavia – cori